# FHM
FHM, som står för "For Him Magazine", var ett månadsmagasin som gavs ut i Sverige 2005–2007 med unga män som målgrupp. Tidningen innehöll artiklar om bland annat sex, sport, bilar, prylar och mode samt utvikningsbilder med lättklädda kvinnor.
FHM startades i Storbritannien 1985 och lades 2016 ner som pappersformat. Tidningen har även givits ut i nationella utgåvor i länder som USA, Australien och många europeiska länder. Amerikanska FHM har ungefär samma profil som Maxim och GQ. I de amerikanska och brittiska utgåvorna av FHM har ett stort antal kända kvinnor varit med. 
År 2005 började tidningen ges ut i Sverige under ledning av chefredaktören Tobias Wickström på förlaget Benjamin, som tillhör Bonnierkoncernen, men lades ner i oktober 2007 på grund av låga upplagesiffror och bristande annonsörsintresse. FHM har därefter under en tid drivits som en webbtidning på svenska av dess brittiska ägare Bauer Media. I Sverige har kändisar och glamourmodeller som Denise Lopez, Carolina Gynning, Marie Plosjö och Elita Löfblad medverkat med lättklädda bilder. Tidningens huvudkonkurrenter i Sverige var Slitz och Moore Magazine.  
Samma förlag gav även ut FHM i Norge och Danmark. 